# Latelhorn
Latelhorn är en bergstopp i Schweiz.   Den ligger i kantonen Valais, i den södra delen av landet, 110 km söder om huvudstaden Bern. Toppen på Latelhorn är 3 204 meter över havet, eller 80 meter över den omgivande terrängen. Bredden vid basen är 0,39 km.
Terrängen runt Latelhorn är huvudsakligen mycket bergig. Runt Latelhorn är det mycket glesbefolkat, med 7 invånare per kvadratkilometer.. Närmaste större samhälle är Saas-Fee, 10,9 km nordväst om Latelhorn. 
Trakten runt Latelhorn består i huvudsak av gräsmarker.